# -1 (عدد)
-1 هو عدد صحيح سالب يلي العدد -2 ويسبق العدد 0 ومناقض للعدد الموجب 1. وهو آخر الأعداد السالبة الصحيحة.